# Sānwer
Sānwer är en ort i Indien.   Den ligger i distriktet Indore och delstaten Madhya Pradesh, i den centrala delen av landet, 600 km söder om huvudstaden New Delhi. Sānwer ligger 512 meter över havet och antalet invånare är 14 215.
Terrängen runt Sānwer är mycket platt. Runt Sānwer är det ganska tätbefolkat, med 239 invånare per kvadratkilometer. Det finns inga andra samhällen i närheten. Trakten runt Sānwer består till största delen av jordbruksmark.